# Beyeria viscosa
Beyeria viscosa är en törelväxtart som först beskrevs av Jacques-Julien Houtou de La Billardière, och fick sitt nu gällande namn av Friedrich Anton Wilhelm Miquel. Beyeria viscosa ingår i släktet Beyeria och familjen törelväxter. Inga underarter finns listade i Catalogue of Life.